# Városháza (Rosztov-na-Donu)
A rosztovi városháza (oroszul: Здание городской думы; a városi tanács épülete) önkormányzati és hivatali épület az oroszországi Rosztov-na-Donu Leninszkij kerületében. A Bolsaja Szadovaja utca 47. szám alatt található (oroszul: Большая Садовая улица, 47), a Gorkij park délkeleti, Semaszko utca felőli sarkán. Az épületet beaux-arts stílusban tervezték, műemléki védelem alatt áll, mint orosz kulturális örökség, és eredeti funkciója szerint jelenleg is városházaként funkcionál.

## Története
Rosztov vezetése az 1890-es évek közepén beleegyezett egy új tanácsház építésébe. A rosztovi duma akkoriban a Bazarnaja téren található Makszimov-házban ülésezett. Az új városházát a híres építész, Alekszandr Pomerancev tervezte. Többek között az ő munkája a szófiai Alekszandr Nyevszkij-székesegyház is. Az épület építésének idején Pomerancev már régóta kiemelkedő rosztovi építésznek bizonyult, mivel számos városi épületet tervezett már addigra. Néhány vita után 1896 végén szerződést írtak alá vele. A városháza 1897 és 1899 között épült fel. Az építkezés 513 627 rubelbe került. A Pomerancev által kiszámított 586 176 rubeles eredeti költséget nem hagyta jóvá a városi duma, a munkálatok azonban így is több mint 28%-kal haladták meg az engedélyezett költségvetést.
A központi rész földszintjét különféle kereskedelmi szervezetek bérelték. Többek között száraz árukat, kerékpárokat, gramofonokat, tapétákat, márványtermékeket, optikai kiegészítőket, fegyvereket, valamint édességet is lehetett itt kapni. A városi duma és a városháza az első, a második és harmadik emeletet foglalta el. A tanács ülései nyilvánosak voltak, 200 hely volt a kórus erkélyén és további 40 ülőhely takarásban. 1922-ben tűz tört ki az épületben. A lángok elpusztították a sarokkupolát is. A második világháború alatt a városháza súlyosan megsérült. Nem sokkal a háború vége után helyreállították. Itt volt a Szovjetunió Kommunista Pártjának regionális bizottsági székhelye is, jelenleg ismét Rosztov önkormányzatának központjaként szolgál.

## Építészeti jellemzői
Az épület négy emeletes, téglalap alaprajzú, melybe egy négyzet alakú udvar ékelődik. A szimmetrikus homlokzaton szintosztás van, amelyet különböző formájú és méretű ablakok hangsúlyoznak, és tetejükön oromzatok díszítenek, viszont csak a Bolsaja Szadovaja utca felőli oldal sarkai kaptak kupolákat. A főbejárat portálját két-két korinthoszi oszlop tartja, fölöttük két kariatida is látható, a homlokzatokat rendkívül sok armírozott pilaszter teszi mozgalmassá, a párkányokat díszes farkasfogas mintázat díszíti. Az építész a homlokzatot öblös ablakokkal keretező technikát alkalmazta. Az épület lekerekített sarkai fölé magas kupolákat emeltek. Az épületet gazdagon díszítették reneszánsz és barokk stílusú stukkókkal. A kialakításban kartusokat, medalionokat, növényi és antropomorf motívumokat találunk. A döntően bézs falakkal és a sok üvegfelülettel erős kontrasztot alkot a felső két emelet és a tető piros színe.

## Fordítás
- Ez a szócikk részben vagy egészben  a   Rostov City Hall című angol Wikipédia-szócikk ezen változatának fordításán alapul.  Az eredeti cikk szerkesztőit annak laptörténete sorolja fel. Ez a jelzés csupán a megfogalmazás eredetét és a szerzői jogokat jelzi, nem szolgál a cikkben szereplő információk forrásmegjelöléseként.